# Французская Верхняя Вольта
Ве́рхняя Во́льта (фр. Haute-Volta) — бывшая французская колония в составе Французской Западной Африки.
В конце XIX века французы захватили королевства Моси, и включили их земли в состав колонии Кот-д’Ивуар. В 1919 году из северной части колонии Кот-д’Ивуар и части земель колонии Верхний Сенегал и Нигер была образована отдельная колония Верхняя Вольта. Название происходило от реки Вольта, истоки которой находятся на территории колонии.
В 1932 году колония была расформирована, а её территория вошла в состав колонии Французский Судан.
После Второй мировой войны, 4 сентября 1947 года колония Верхняя Вольта была создана вновь. Когда в 1958 году образовалась Пятая французская республика, Французский Союз был преобразован во Французское сообщество, и Французская Западная Африка формально прекратила своё существование. На входивших в её состав территориях были проведены референдумы, и 11 декабря 1958 года Республика Верхняя Вольта стала автономной республикой в составе Французского сообщества.
В результате проигрыша войны в Индокитае и роста напряжённости в Алжире в конституцию Франции были внесены изменения, позволившие членам Французского сообщества самостоятельно изменять свои Конституции. 5 августа 1960 года было образовано независимое государство Верхняя Вольта, ныне Буркина-Фасо.